# Tetraleurodes bambusae
Tetraleurodes bambusae és un hemípter del gènere Tetraleurodes de la família dels Aleiròdids.
L'espècie va ser descrita científicament per primera vegada per Jesudasan & David el 1991.